# روبرت ويليام شابمان
روبرت ويليام شابمان (بالإنجليزية: Robert William Chapman)‏ هو رياضياتي ومهندس أسترالي، ولد في 27 ديسمبر 1866، وتوفي في 27 فبراير 1942.